# Thy Serpent
I Thy Serpent sono una band black metal proveniente da Espoo, Finlandia.

## Storia
Iniziano la loro carriera come progetto solista del chitarrista e fondatore Sami Tenetz, autore ed esecutore di tutte le musiche. Nel 1994 pubblicano la demo d'esordio intitolata Frozen Memory, seguita l'anno dopo da Into Everlasting Fire. Entrambe le demo riscuotono un discreto successo nell'underground internazionale e, fra il 1995 ed il 1996, vengono arruolati in pianta stabile fra le file del gruppo Azhemin (tastiere e voce), Agathon (batteria) e Luopio (basso e voce). Con questa formazione la band registra e pubblica nel 1996 il proprio disco d'esordio intitolato Forests of Witchery. I Thy Serpent pubblicheranno il lavoro per la Spinefarm Records, label fondata dallo stesso Sami Tenetz con la quale pubblicheranno tutti i loro lavori futuri.
Nel 1997 pubblicano una raccolta di brani intitolata Lords of Twilight contenente il materiale registrato, ma non pubblicato, destinato originariamente al disco d'esordio. Durante lo stesso anno la band si avvale della collaborazione di Alexi Laiho alla chitarra, con il quale registreranno un solo brano (Only Dust Moves...) pubblicato poi nel singolo The Carpenter dei Nightwish.
Il 1998 vede la fuoriuscita dal gruppo di Luopio e con la formazione ridotta a tre, con Azhemin a ricoprire anche il ruolo di bassista, i Thy Serpent pubblicano il terzo album da studio: Christcrusher.
Dopo alcune date in suolo finnico, a smentita della diceria che voleva la band mai esibita dal vivo, i Thy Serpent si ritrovano orfani di Agathon; entreranno di lì a poco Tomi Ullgrén (Impaled Nazarene, Shape of Despair) alle chitarre e Teemu Laitinen alla batteria, completando così la line-up che nel 2000 darà la luce all'EP Death, quinta, e fino ad ora ultima, pubblicazione ufficiale del gruppo.
Da qui in poi la band fa perdere lentamente le proprie tracce facendo pensare anche allo scioglimento. Nel 2007 Sami Tenetz entra a far parte dei rifondati Beherit e lo stesso anno riprende ufficialmente in mano i Thy Serpent insieme ad Azhemin, Luopio ed il batterista Marko Tarvonen (Moonsorrow).

## Formazione

### Formazione attuale
- Azhemin (Miika Niemelä) - voce, tastiere
- Sami Tenetz - chitarra
- Luopio - basso
- Marko Tarvonen - batteria

### Ex componenti
- Pekka	- batteria (1995)
- Teemu "Somnium" Raimoranta - chitarre (1995 - 1996)
- Börje - chitarre (1995)
- Agathon (Juha Hintikka) - batteria, voce (1996 - 1999)
- Alexi Laiho - chitarre (1997 - 1998)
- Teemu Laitinen - batteria (1999 - 2007)
- Tomi Ullgrén - chitarre (1999 - 2007)

## Discografia

### Album in studio
- 1996 - Forests of Witchery
- 1997 - Lords of Twilight
- 1998 - Christcrusher

### EP
- 2000 - Death (EP)

### Demo
- 1994 - Frozen Memory
- 1995 - Into Everlasting Fire